# Bansgadhi
Bansgadhi (Nepali बाँसगढी) ist eine Stadt (Munizipalität) im Südwesten Nepals im Distrikt Bardiya.
Die Stadt entstand am 2. Dezember 2014 durch Zusammenlegung der Village Development Committees Belawa, Deudakala und Motipur. 
Das Stadtgebiet umfasst 206 km².
Die Stadt liegt im Terai 20 km nördlich von Nepalganj.
Die Fernstraße Mahendra Rajmarg führt durch Bansgadhi.

## Einwohner
Bei der Volkszählung 2011 hatten die VDCs, aus welchen die Stadt Bansgadhi entstand, 55.875 Einwohner (davon 26.302 männlich) in 11.210 Haushalten.